# Chiesa di San Ludgero (Albersloh)

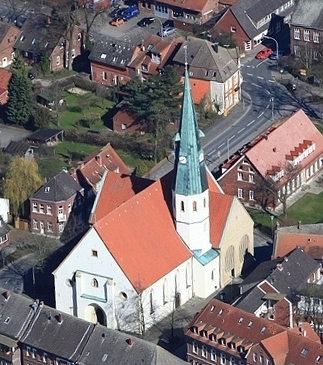
La chiesa vista dall'alto.

La chiesa parrocchiale di San Ludgero è un edificio ecclesiastico classificato ad Albersloh, una frazione della città di Sendenhorst nel distretto di Warendorf nel Nord Reno-Vestfalia. La chiesa e la comunità appartengono al decanato di Ahlen nella diocesi di Münster.

## Storia
Si ritiene che la comunità sia stata fondata dal vescovo Ludgero († 809) su una corte episcopale menzionata nel 1171.
Durante gli scavi del 1965 furono scoperte le fondamenta della precedente chiesa del XII secolo. Si trattava di una piccola chiesa a sala con tetto piano e torre aggiunta successivamente. Era fatta di pietra di cava.

## Architettura
La chiesa a sala ordinata con due campate doppie e coro quadrato fu costruita alla fine del XIII secolo. All'estremità est della navata sud si trova un elemento più antico con una torre fuori asse. Nel 1962 il coro venne radicalmente modificato e furono conservate parti del vecchio coro. Le finestre della navata vennero modificate in stile tardo gotico. Il portale nord è ad arco a tutto sesto, mentre il portale ovest è ad arco acuto. Un rilievo del timpano sotto un quadrifoglio fu rinnovato nel 1926.
Dopo una fase di progettazione e ristrutturazione durata quasi due anni, il 24 novembre 2019 il nuovo altare è stato inaugurato durante la funzione della domenica di Cristo Re dal vescovo di Münster Felix Genn. Sul nuovo altare è stata poi celebrata la prima eucaristia.

## Elementi architettonici
- Fonte battesimale romanico di forma semplice con fregio a palmette del 1230
- Rilievi del vecchio pulpito (scolpito) del 1733

### Organo
L'organo è stato costruito nel 1969 dal costruttore di organi Fratelli Gebrüder di Werl. L'organo ha 27 registri su due manuali e una pedaliera. L'azione di gioco è meccanica, l'azione di registro è elettrica.
- Accoppiatori (tasti di supporto per un organo): II/I, I/P, II/P
- Aiuti esecutivi: 2 combinazioni libere, 1 combinazione libera di pedali, tutti, ance spente

### Campane
La chiesa ha una campana completamente conservata di Wolter Westerhues del 1503, accordata sulla sequenza di toni es'-f'-g'.